# Mount Mann
Mount Mann är ett berg i Antarktis. Det ligger i Västantarktis. Argentina och Storbritannien gör anspråk på området. Toppen på Mount Mann är 1 680 meter över havet.
Terrängen runt Mount Mann är kuperad västerut, men österut är den platt. Trakten är obefolkad. Det finns inga samhällen i närheten.